# Michele Vietti
Michele Giuseppe Vietti (Lanzo Torinese, 10 febbraio 1954) è un politico e avvocato italiano.
Esponente del CCD prima e dell'UDC poi, dal 29 luglio 2010 al 30 settembre 2014 è stato componente laico del Consiglio superiore della magistratura in quota UdC dopo esserlo stato anche dal 1998 al 2001 in quota CCD, ha assunto la carica di vicepresidente il 2 agosto dello stesso anno.

## Biografia
Si laurea in giurisprudenza all'Università di Torino nel 1977 ed è avvocato civilista dal 1980 e dal 1994 patrocinante in cassazione. Dal 1983 al 1989 è stato vice-pretore a Rivarolo Canavese.
Nel 2005 è docente a contratto di diritto di Ordinamento Giudiziario a Roma Tre, nel 2007/2008 di Diritto d'impresa alla LUISS; dal 2008 al 2010  di Diritto Societario comparato alla LUSPIO, e di Diritto Commerciale dal 2007 al 2011 alla LUIS. Quindi docente di Diritto Commerciale e delle società quotate alla LUMSA. Dal 2014 al 2015 è docente di Ordinamento Giudiziario alla Sapienza. È professore straordinario dal 2011 di Diritto delle Società alla Facoltà di Scienze Giuridiche della UNINT di Roma.

### Attività politico-istituzionale
È stato Consigliere comunale nella città di Torino dal 1990 al 1997, eletto nella DC, Consigliere di Amministrazione del Teatro Stabile di Torino e Consigliere di Amministrazione del Museo del Cinema di Torino.
Nel 1994 diventa per la prima volta deputato con il Polo delle Libertà nel collegio di Chivasso ed è vice capogruppo del CCD a Montecitorio, presidente del Comitato Pareri della Commissione Affari Costituzionali della Camera e componente della Giunta Autorizzazioni a procedere in giudizio. Resta alla Camera fino al 1996.
È stato Presidente Regionale del Piemonte dell'Associazione Italiana Ospedalità Privata dal 1996 al 1997 e membro del Consiglio Nazionale della stessa associazione, componente del Consiglio Direttivo della sezione di Torino UCID (Unione Cristiana Imprenditori Dirigenti) e componente del Consiglio Direttivo dell'Associazione Provinciale della Proprietà Edilizia- Confedilizia.
È stato componente, dal 1998 al 2001, eletto dal Parlamento in seduta comune, del Consiglio Superiore della Magistratura in quota CCD dove è stato Presidente della XII Commissione (Regolamento) e Vice Presidente della I Commissione.
Nel maggio 2001 torna alla Camera dei deputati, rieletto nel collegio di Lanzo, Rivarolo, Cuorgnè, nella XIV legislatura.
Dal 2001 al 2005 è sottosegretario di Stato al Ministero della Giustizia, presidente della Commissione ministeriale di Riforma del Diritto Societario e di quella di Riforma del Diritto Fallimentare.
Dal 2002 aderisce all'Unione Democratici Cristiani e Democratici di Centro (UDC).
Dal 2005 al 2006 è Sottosegretario di Stato al Ministero dell'Economia e delle Finanze nel governo Berlusconi III.
Alle elezioni politiche del 2006 viene rieletto alla Camera nella circoscrizione Piemonte 1. È membro della Commissione Giustizia.
Nel 2007 viene eletto vicesegretario nazionale dell'UDC.
Nel 2008 viene riconfermato alla Camera dei deputati nella lista UDC e diviene vicecapogruppo vicario dell'UdC alla Camera e membro della commissione Giustizia.
A luglio 2010 viene eletto per la seconda volta dal Parlamento componente del Consiglio Superiore della Magistratura con 652 voti in quota UdC.
Il 2 agosto con 24 voti su 26 totali (2 schede bianche) è eletto Vicepresidente del CSM. Lo resta fino al settembre 2014.
Nel 2015 è stato componente della Commissione ministeriale di Riforma delle Procedure Concorsuali e Presidente della Commissione ministeriale di Riforma dell'Ordinamento Giudiziario.
Nel novembre 2017 è Componente della Commissione ministeriale di studio per l’elaborazione degli schemi di decreto legislativo per la riforma delle discipline della crisi di impresa e dell’insolvenza.

### Altri incarichi
Dal 2015 al 2016 è Presidente del Comitato di Sorveglianza Alitalia A.S.
Dal 2015 è Presidente del Gruppo di Lavoro “Falso in Bilancio” istituito presso il Consiglio Nazionale dei Dottori Commercialisti e degli Esperti Contabili.
Nel 2015 è Presidente del Collegio Probiviri dell'Associazione italiana ospedalità privata.
Da maggio 2015 a ottobre 2016 è Presidente del Consiglio di Amministrazione di Suissegas Italia S.p.A. in concordato preventivo (nominato successivamente alla pubblicazione, da parte del Tribunale di Milano, del provvedimento di ammissione alla procedura, r.g.n. 75/2015).
Dal 2017 è Presidente del Consiglio di Amministrazione di Santa Croce s.r.l..
Nel 2017 è Componente effettivo dell'Arbitro Bancario Finanziario, Collegio di Torino.
Da aprile a novembre 2017 è Presidente del Consiglio di Amministrazione del Gruppo Waste Italia S.p.A..
Da novembre 2017 resta Componente del Cda del Gruppo Waste Italia S.p.A.
Nel 2017 è Presidente della Commissione di studio per la riforma degli strumenti di giustizia alternativa istituita presso Unioncamere. Quello stesso anno è nominato Presidente del Consiglio di Amministrazione di Finlombarda S.p.A. (Società finanziaria della Regione Lombardia, da questa interamente partecipata).
Da marzo 2019 è presidente della Società Storica delle Valli di Lanzo.
Nel dicembre 2021 è nominato dalla giunta della Regione Piemonte presidente di Finpiemonte S.p.a.

## Pubblicazioni
- Mettiamo Giudizio - Il giudice tra potere e servizio - ed. Egea Bocconi, 2017
- Discorsi della Consiliatura, Edizioni CSM, 2014
- Le società commerciali: organizzazione, responsabilità e controlli. Profili applicativi a dieci anni dalla 'Riforma Vietti', UTET, 2014;
- La governance nelle società di capitali - A dieci anni dalla riforma - ed. Egea Bocconi, 2013
- Codice dell'ordinamento giudiziario, a cura di S. Erbani, G. Fiorentino, F. Troncone, Ed. Egea Bocconi, 2013;
- Facciamo giustizia, Istruzioni per l'uso del sistema giudiziario, ed. Egea Bocconi, 2013;
- Abuso di diritto e di potere, Luiss University Press, 2013;
- La fatica dei giusti, Come la giustizia può funzionare, ed. Egea Bocconi, 2011;
- 'Società Off-shore e paradisi legali, con Gaetano Tasca, Giuffrè Editore, 2009;
- Riforma Fallimentare, Lavori preparatori e obiettivi, con Francesco Marotta e Fabrizio Di Marzio, Itaedizioni, 2009, II edizione;
- Riforma Fallimentare, Lavori preparatori e obiettivi, con Francesco Marotta e Fabrizio Di Marzio, Itaedizioni, 2007;
- La Riforma del Diritto Societario, Lavori preparatori, Testi e Materiali, Giuffrè Editore, 2006;
- Nuove Società per un nuovo mercato - La riforma delle Società commerciali, Salerno Editrice, 2003;
- L'ordinamento giudiziario, G. Giappichelli, 2003;
- Società per azioni, Obbligazioni, bilancio, recesso, operazioni sul capitale, Giuffrè Editore, 2003;
- Per una riforma della Giustizia, Edizioni Cacucci, 2002;
- Il C.S.M. visto da vicino, Rubbettino Editore 2001;
- La revocazione del legato per alienazione della cosa legata, Ed. Sc. Italiane, 1983;
- La successione mortis causa nel contratto di locazione, Ed. Sc. Italiane, 1983;
- Tipologia e categoria catastale ai fini del computo dell'equo canone, UTET, 1982;
- Considerazioni in tema di superficie condominiale a verde e di costo base, UTET, 1981;
- Sull'efficacia delle clausole di adeguamento dei canoni locatizi, UTET, 1981;
- Gravi difetti e legittimazione ad agire secondo l'art.1669 c.c., UTET, 1981.